# Asfendioú
Asfendioú är en ort i Grekland.   Den ligger i prefekturen Nomós Dodekanísou och regionen Sydegeiska öarna, i den sydöstra delen av landet, 300 km öster om huvudstaden Aten. Asfendioú ligger 262 meter över havet och antalet invånare är 135. Den ligger på ön Kos.
Terrängen runt Asfendioú är kuperad åt sydost, men åt nordväst är den platt. Havet är nära Asfendioú åt sydost.Runt Asfendioú är det tätbefolkat, med 257 invånare per kvadratkilometer. Närmaste större samhälle är Kos, 8,5 km nordost om Asfendioú. Trakten runt Asfendioú består till största delen av jordbruksmark.